# Teerlingkapiteel

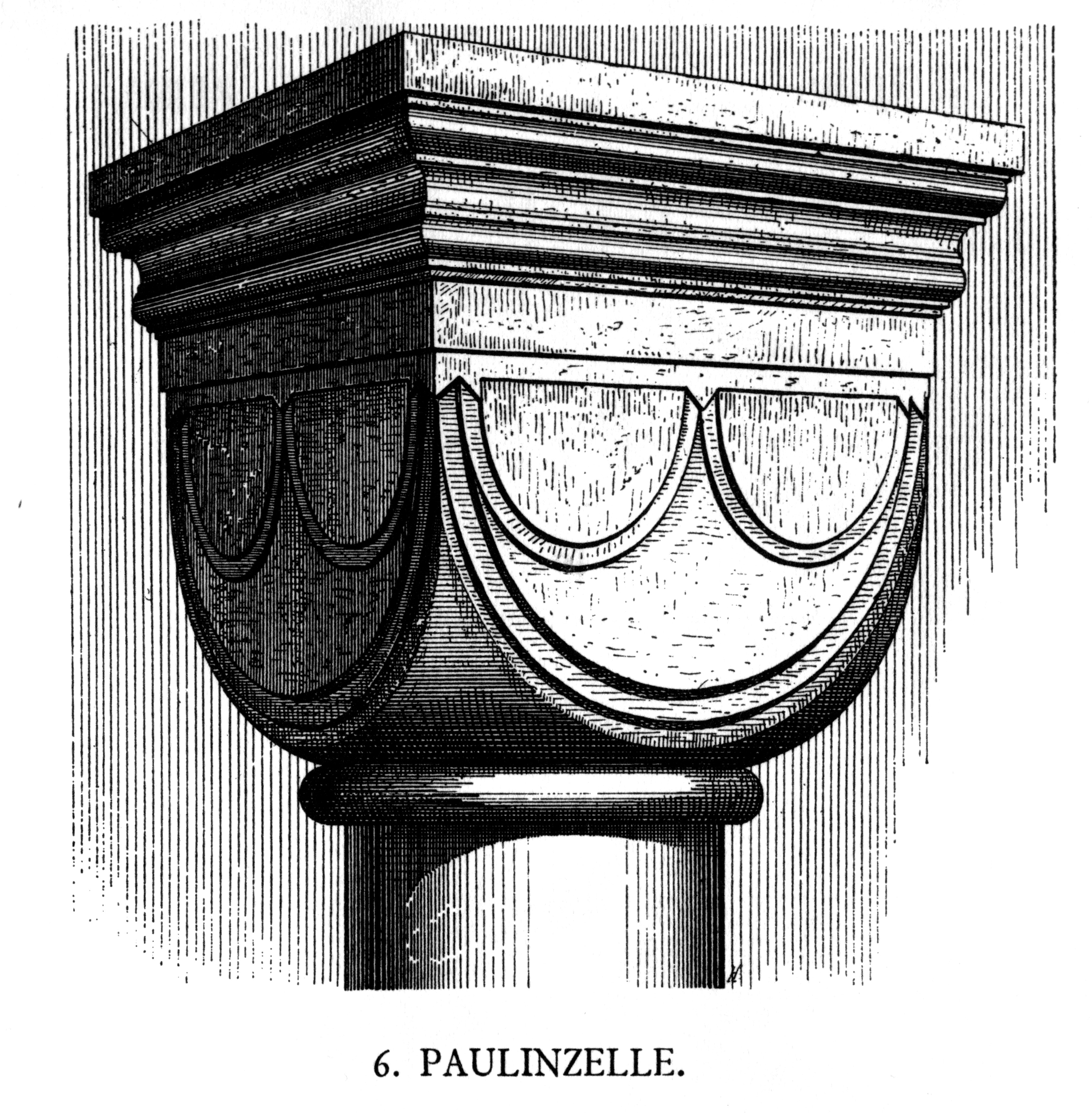
Teerlingkapiteel

Een teerlingkapiteel is van het type romaans kapiteel; het is het meest voorkomende kapiteeltype van het tektonisch kapiteel. De vorm van dit type kenmerkt zich door zijn eenvoud, met een vorm van een kubus of een dobbelsteen (een kubus met afgeronde hoeken), die vroeger teerling werd genoemd. Aan de bovenzijde is de vorm vierkante, aan de onderkant rond. De vier zijden vormen dan elk een hangende halve cirkel.
Vroeger werd dit type kapiteel ook beschilderd om beeldhouwwerk te suggereren.
Sinds de zevende eeuw werd dit type kapiteel in Armenië gebruikt. In het westen vond het zijn toepassing vanaf de tiende eeuw. Hoofdzakelijk werd het gebruikt in de Longobardische bouwkunst in het Rijnland, in Normandië en in Engeland.
Onder meer het knorrenkapiteel is later uit het teerlingkapiteel ontstaan.

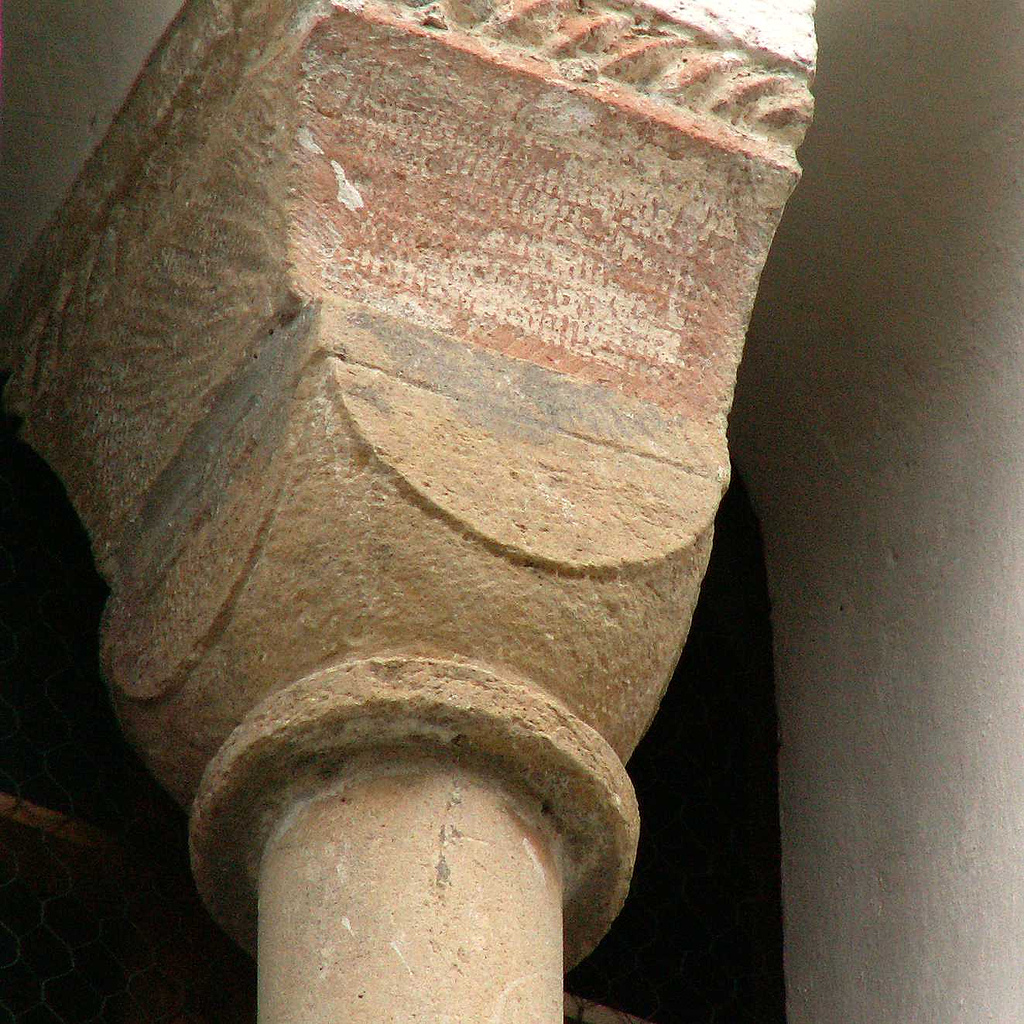
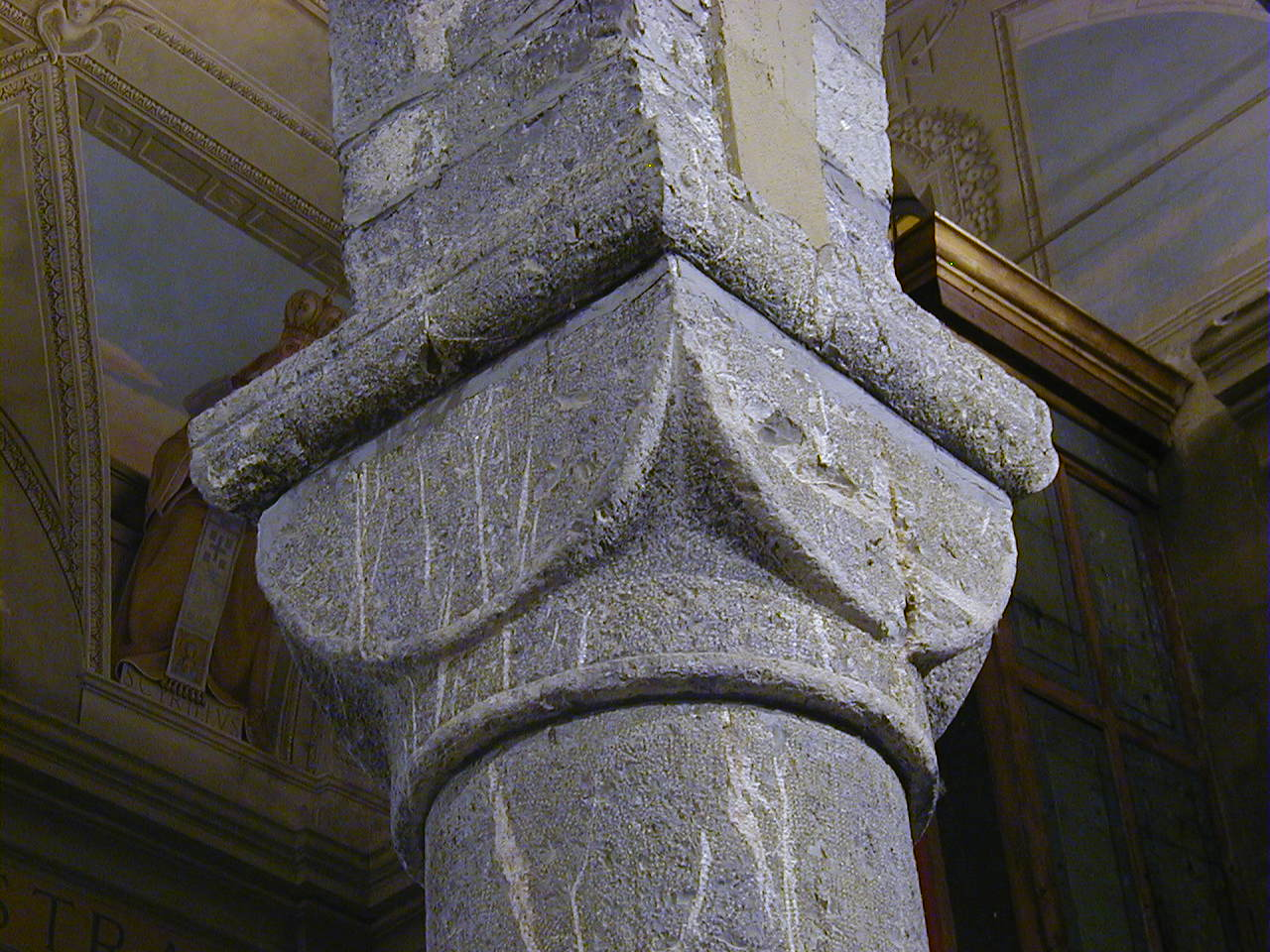